# 一江春水 (电影)
《一江春水》是一部中国剧情片，拍摄于2020年。。该片在2021年FRIST影展获得最佳女主角奖。该片获评为叙述自然流畅，逼近真实。

## 故事情节
蓉姐和小东是湖北一对相依为命的姐弟，三十多岁的姐姐是一名足疗店的按摩技师，一直未婚，含辛茹苦花尽心思抚养弟弟长大，尽心尽力帮足疗店老板强哥维持生意；而十九岁的弟弟却游手好闲，无心学业，不愿考大学。强哥雇来一位老太太扮演自己的母亲，表态反对她和强哥的婚事。客户田阿姨也布置骗局，其实她五年来一直心怀愧疚地照顾着自己瘫痪的儿子。这一切看似平静，只是休闲放松时的蓉姐却诡异地听起了来自遥远北方的评剧。这时，弟弟的小女友静意外怀孕，二人先后南下打工。在电影的结尾，情节突然戏剧性反转，蓉姐回到东北家乡自首，终于揭秘了一个令人心碎的故事：蓉姐本名王丹，是一名戏校的学生，因怀孕而被学校开除，被父母赶出家门，又被小男友抛弃，并误以为自己失手打死了男友，而逃亡湖北隐姓埋名十九年之久，以姐姐的身份养大了儿子，最后却发现负心的男友仍然活着，因此她的自首不予立案。

## 主要角色
- 蓉姐：李妍锡饰
- 小东：祝康笠饰
- 金花：刘君饰
- 赵三强：陈传凯饰
- 王丹的姐姐：周恒乐饰